# Сэндуляк, Василе
Василий Сандуляк (рум. Vasile Sanduleac; род. 2 января 1971, Бельцы, Молдавская ССР, СССР) — молдавский шахматист, гроссмейстер (2006), тренер.

## Биография
Учился в Бельцкой детско-юношеской шахматной спортивной школе (СДЮШОР шахмат), воспитанник заслуженного тренера Молдавии Лазаря Самуиловича Шустермана.
Пятикратный чемпион Молдавии (1998, 2001, 2003, 2007 и 2008).
В составе сборной Молдавии участник 8-и Олимпиад (1998—2010, 2014). Участник 2-х личных чемпионатов Европы (2003, 2008).
Учился в Бельцком госуниверситете имени Алеку Руссо на факультете математики и информатики. Завуч бельцкой спортшколы № 2.

## Изменения рейтинга
| Графики недоступны из-за технических проблем. См. информацию на Фабрикаторе и на mediawiki.org. |